# ODTÜ Falcons 2023
Questa voce raccoglie le informazioni riguardanti gli ODTÜ Falcons nelle competizioni ufficiali della stagione 2023.

## 1. Lig 2023

### Stagione regolare
| Ankara 23 giugno 2023, ore 20:00 1ª giornata | ODTÜ Falcons | 6 – 0 | Gazi Warriors | Beytepe Amerikan Futbolu Sahası |

| Istanbul 9 luglio 2023, ore 20:00 2ª giornata | Koç Rams | 34 – 14 | ODTÜ Falcons | Koç Üniversitesi Rumelifeneri Kampüsü |

| Ankara 16 luglio 2023, ore 17:00 3ª giornata | ODTÜ Falcons | 3 – 20 | Istanbul Bisons | ODTÜ Falcons Arena |

| Istanbul 22 luglio 2023, ore 19:00 4ª giornata | ITÜ Hornets | 28 – 38 | ODTÜ Falcons | Yıldız Teknik Üniversitesi |

| Eskişehir 12 agosto 2023, ore 18:00 5ª giornata | Anadolu Rangers | 6 – 29 | ODTÜ Falcons | Muttalip Spor Kompleksi |

| Ankara 20 agosto 2023, ore 17:00 6ª giornata | ODTÜ Falcons | 13 – 10 | İzmir Halcyons | ODTÜ Falcons Arena |

| Ankara 27 agosto 2023, ore 16:30 7ª giornata | ODTÜ Falcons | 10 – 16 | Boğaziçi Sultans | ODTÜ Falcons Arena |

### Playoff
| Istanbul 9 settembre 2023, ore 20:00 Semifinale | Koç Rams | 21 – 7 | ODTÜ Falcons | Koç Üniversitesi Korumalı Futbol Sahası |

## Statistiche di squadra
| Competizione      | %Vittorie | In casa | In casa | In casa | In casa | In casa | In casa | In trasferta | In trasferta | In trasferta | In trasferta | In trasferta | In trasferta | Totale | Totale | Totale | Totale | Totale | Totale |
| Competizione      | %Vittorie | G       | V       | N       | P       | Pf      | Ps      | G            | V            | N            | P            | Pf           | Ps           | G      | V      | N      | P      | Pf     | Ps     |
| ----------------- | --------- | ------- | ------- | ------- | ------- | ------- | ------- | ------------ | ------------ | ------------ | ------------ | ------------ | ------------ | ------ | ------ | ------ | ------ | ------ | ------ |
| Stagione regolare | .571      | 4       | 2       | 0       | 2       | 32      | 46      | 3            | 2            | 0            | 1            | 81           | 68           | 7      | 4      | 0      | 3      | 113    | 114    |
| Playoff           | .000      | 0       | 0       | 0       | 0       | 0       | 0       | 1            | 0            | 0            | 1            | 7            | 21           | 1      | 0      | 0      | 1      | 7      | 21     |
| Totale            | .500      | 4       | 2       | 0       | 2       | 32      | 46      | 4            | 2            | 0            | 2            | 88           | 89           | 8      | 4      | 0      | 4      | 120    | 135    |